# Ruidoso Downs, Novi Meksiko
Ruidoso Downs je grad u okrugu Lincolnu u američkoj saveznoj državi Novom Meksiku. Predgrađe je Ruidosa i dio je mikropolitanskog statističkog područja Ruidosa. Prema popisu stanovništva SAD 2000. ovdje je živjelo 1824 stanovnika i onda je još imalo status sela. Promjena statusa nastupila je svibnja 2002. godine.
U Ruidoso Downsu nalazi se istoimeni hipodrom i Hubbardov muzej američkog Zapada. Od 9. do 11. listopada 2009. u ovom je gradu održan dvadeseti godišnji Lincolnski simpozij kauboja.

## Zemljopis
Nalazi se na 33°19′54″N 105°35′46″W / 33.33167°N 105.59611°W (33.331690, -105.596079). Prema Uredu SAD-a za popis stanovništva, zauzima 5,5 km2 površine, sve suhozemne.
Smješten je unutar nacionalne šume Lincolna.

## Promet

### Zračne luke
- Regionalna zračna luka Sierra Blanca

### Velike cestovne prometnice
- U.S. Route 70

## Stanovništvo
Prema podatcima popisa 2000. u Ruidoso Downsu bilo je 1824 stanovnika, 680 kućanstava i 490 obitelji, a stanovništvo po rasi bili su 67,32% bijelci, 0,77% afroamerikanci, 3,56% Indijanci, 0,71% Azijci, 0,27% tihooceanski otočani, 24,45% ostalih rasa, 2,91% dviju ili više rasa. Hispanoamerikanaca i Latinoamerikanaca svih rasa bilo je 43,70%.

## Vanjske poveznice
- Grad Ruidoso Downs
- Trke u Ruidoso Downsu
- Nacionalna slikovita sporedna cesta Billy the Kid
- Hubbardov muzej američkog Zapada